# Nienhagen (Meklemburgia-Pomorze Przednie)

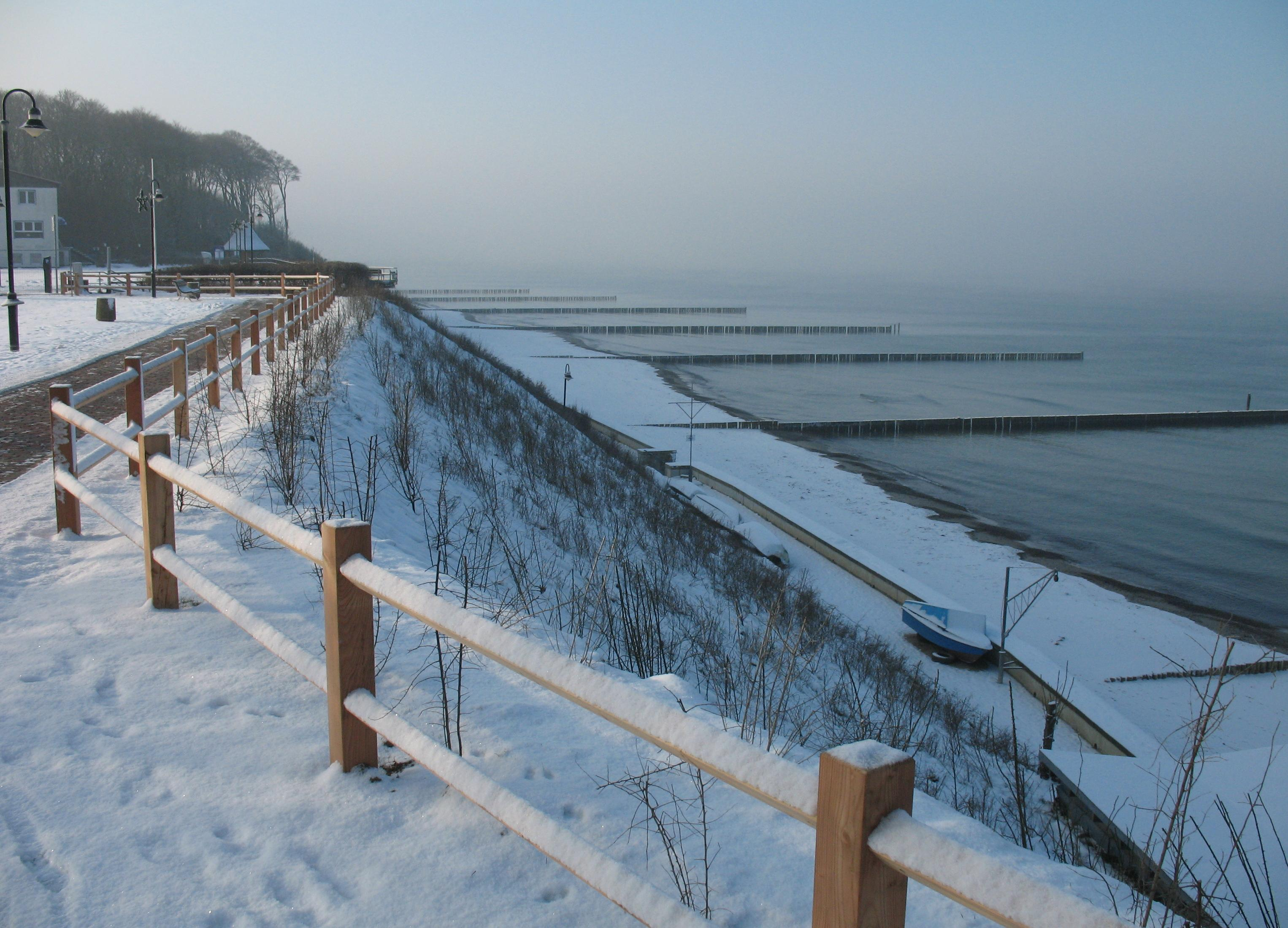
Morze Bałtyckie

Nienhagen, Ostseebad (pol. Kąpielisko nadbałtyckie) – gmina uzdrowiskowa w Niemczech,  w kraju związkowym Meklemburgia-Pomorze Przednie, w powiecie Rostock, wchodząca w skład urzędu Bad Doberan-Land.

## Współpraca
- Grömitz, Szlezwik-Holsztyn
- Nienhagen, Dolna Saksonia